# 21 Guns (gruppo musicale)
I 21 Guns sono un gruppo musicale AOR/hard rock statunitense fondato nei primi anni novanta da Scott Gorham, chitarrista dei Thin Lizzy, a cui si aggiunsero il bassista Leif Johanson, il batterista Mike Sturgis e il cantante Tommy La Verdi, poi sostituito da Hans-Olav Solli dopo il disco d'esordio.
Scioltisi nel 2000, hanno annunciato la loro riunione nel 2008.

## Formazione

### Formazione attuale
- Scott Gorham - chitarra
- Leif Johanson - basso
- Mike Sturgis - batteria
- Tommy La Verdi - voce

### Ex componenti
- Hans-Olav Solli - voce

## Discografia
- 21 Guns (1990)
- Salute (1992)
- Nothing's Real (1997)
- Demolition (2002)